# Maksym Hryva
Maksym Hryva (Maksym Zahryvnyj, ukrajinsky Максим Грива; 20. února 1893 – 19. června 1931) byl ukrajinský básník, prozaik, publicista; člen Pražské básnické školy.

## Život
Narodil se v Černihivské oblasti. Bojoval v řadach armády UNR. V roce 1922 odešel do polského internačního táboru v Kališi, kde se publikoval v časopise „Veselka“. Krátce na to přijel do Prahy, aby zde zahájil studia v Ukrajinském pedagogickém institutu. Od roku 1924 byl v poděbradském spolku ukrajinských spisovatelů „Kult“. Zemřel roku 1931 na tuberkulózu.

## Tvorba
Maksym Hryva psal hlavně poezii a intimní a občanskou lyriku. S dalšími autory Pražské básnické školy (např. s Malanjukem) jej sbližují historické motivy v jeho tvorbě, kde oslavuje slavnou ukrajinskou minulost. V krátkých prózách prostupuje Hryvův sklon k satiře, v pozdějších dílech se objevuje předtucha předčasné smrti.
Doposud nebyla vydána žádná sbírka M. Hryvy, jeho dílo je roztroušeno po časopisech. V roce 2001 vydal lvovský časopis „Dzvin“ (č.4) výběr básníkových próz a básní.